# Universidad de Yamanashi
La Universidad de Yamanashi (山梨大学 Yamanashi Daigaku?) es una universidad que tiene campus en Kofu y Tamaho, Japón. Fue fundada en 1949 por la unión entre la unión de la Universidad Yamanashi y la Universidad Médica de Yamanashi.
La universidad tiene tres facultades: la Facultad de Ciencias de la Educación Humana, la Facultas de Medicina y la Facultad de Ingeniería. No se debe confundir con la similarmente llamada Universidad de la Prefectura de Yamanashi.